# Ensiferum
 Ovo je glavno značenje pojma Ensiferum. Za glazbeni album ovog sastava pogledajte Ensiferum (album).
Ensiferum (lat. Ensĭfĕrum) je viking/folk metal sastav iz Helsinkija, Finska.

## Povijest
Ensiferum su 1995. godine osnovali Markus Toivonen (gitara), Sauli Savolainen (bas-gitara) i Kimmo Miettinen (bubnjevi). Za ime sastava odabrali su latinski pridjev u srednjem rodu ensiferum što znači "nošenje mača". Sljedeće je godine u sastav kao pjevač i gitarist došao Jari Mäenpää. 1997. izašao je prvi demo s tri skladbe.
Godine 1998. sastav su napustili Sauli i Kimmo te su ih zamijenili Jukka-Pekka Miettinen (Kimmov mlađi brat, tada 14-ogodišnjak) i Oliver Fokin. 1999. izašla su još dva dema. 2000. su potpisali ugovor sa Spinefarmom i snimili svoj prvi album, Ensiferum, koji je izašao u kolovozu 2001. Iste se godine sastavu pridružila Meiju Enho kao klavijaturistkinja.
2003., nakon rada na drugom albumu, Iron, Jari je napustio sastav kako bi se mogao usredotočiti na svoj projekt Wintersun. Za turneju s Finntrollom Petri Lindroos iz Northera zamijenio je Jarija kao gitarist i pjevač, a nakon turneje postao je član sastava. U prosincu 2004. Jukka-Pekka napustio je sastav, a zamijenio ga je Sami Hinkka. Oliver je također otišao jer nije bio zaniteresiran više svirati u sastavu, a zamijenio ga je Janne Parviainen.
Nova postava Ensiferuma kasnije te godine počela je snimati EP pod imenom Dragonheads. Izašao je u veljači 2006. U lipnju 2006. Ensiferum je izdao live DVD, 10th Anniversary Live. DVD je snimljen u Nosturiju, Helsinki 31. prosinca 2005.
Snimanje trećeg studijskog albuma, Victory Songs, trajalo je od studenog 2006. do početka 2007. Album je izašao 20. travnja 2007. 10. rujna 2007. godine iz sastava odlazi klavijaturistkinja Meiju Enho, na nastupima u živo zamijenila ju je Emmi Silvennoinen iz sastava Exsecratus. Album From Afar objavili su 2009. godine. Svoj su peti album Unsung Heroes objavili su 2012. godine. Godine 2015. objavili su album One Man Army.

## Diskografija

### Studijski albumi
- Ensiferum (2001.)
- Iron (2004.)
- Victory Songs (2007.)
- From Afar (2009.)
- Unsung Heroes (2012.)
- One Man Army (2015.)
- Two Paths (2017.)
- Thalassic (2020.)
- Winter Storm (2024.)

### EP
- Dragonheads (2006.)
- Suomi Warmetal  (2014.)

### Singlovi
- "Tale of Revenge" (2004.)
- "One More Magic Potion" (2007.)
- "From Afar" (2009.)
- "Stone Cold Metal" (2010.)
- "Burning Leaves" (2012.)
- "In My Sword I Trust" (2012.)
- "One Man Army" (2015.)
- "Way of The Warrior" (2017.)
- "For Those About to Fight for Metal" (2019.)
- "Rum, Women, Victory" (2020.)
- "Andromeda" (2020.)

### Demo
- "1997-1999" (studijski prerađeni demoalbumi Ensiferuma) (2005.)

### DVD
- 10th Anniversary Live (2006.) (Deseta godišnjica uživo)
- Ensiferum Acoustic Live @ On The Rocks, Helsinki, Finland 28.10.2016 (2017.)

## Članovi

### Trenutni članovi
- Petri Lindroos — vokal, gitara
- Markus Toivonen — vokal, gitara
- Sami Hinkka — vokal, bas-gitara
- Janne Parviainen — bubnjevi
- Pekka Montin – klavijatura, vokal

### Bivši članovi
- Kimmo Miettinen — bubnjevi
- Jukka-Pekka Miettinen — bas-gitara
- Sauli Savolainen — bas-gitara
- Jari Mäenpää — vokal, gitara
- Oliver Fokin — bubnjevi
- Meiju Enho — klavijature
- Emmi Silvennoinen — vokal, klavijature
- Netta Skog — harmonika, vokal

## Vanjske poveznice
- Službena stranica
- Službena Myspace stranica